# 137 Meliboea
137 Meliboea je veliki tamni asteroid glavnog pojasa, građen od karbonata. 
Meliboea je najveće tijelo u obitelji asteroida Meliboea i daleko veći od većine ostalih asteroida u obitelji. Tek je 791 Ani po veličini usporediv s Meliboeom.
Asteroid je 18. ožujka 1874. iz Pule otkrio Johann Palisa. Ovo je bio drugi od 122 asteroida koje je Palisa. Asteroid je nazvan po dvije Meliboeje u grčkoj mitologiji.
… | 136 Austria | 137 Meliboea | 138 Tolosa | …